# Tour Incity
Tour Incity este un zgârie-nori situat în Lyon, în cartierul La Part-Dieu.
Tour Incity se ridică la 200 de metri înălțime. Turnul este, din 2016, cel mai înalt zgârie-nori din Lyon, vizavi de Tour Part-Dieu și Tour Oxygène, și al treilea cel mai înalt zgârie-nori din Franța, după Tour First (La Défense) și Turnul Montparnasse (Paris).